# Ochoccy herbu Ostoja

Herb Ostoja, wersja średniowieczna.

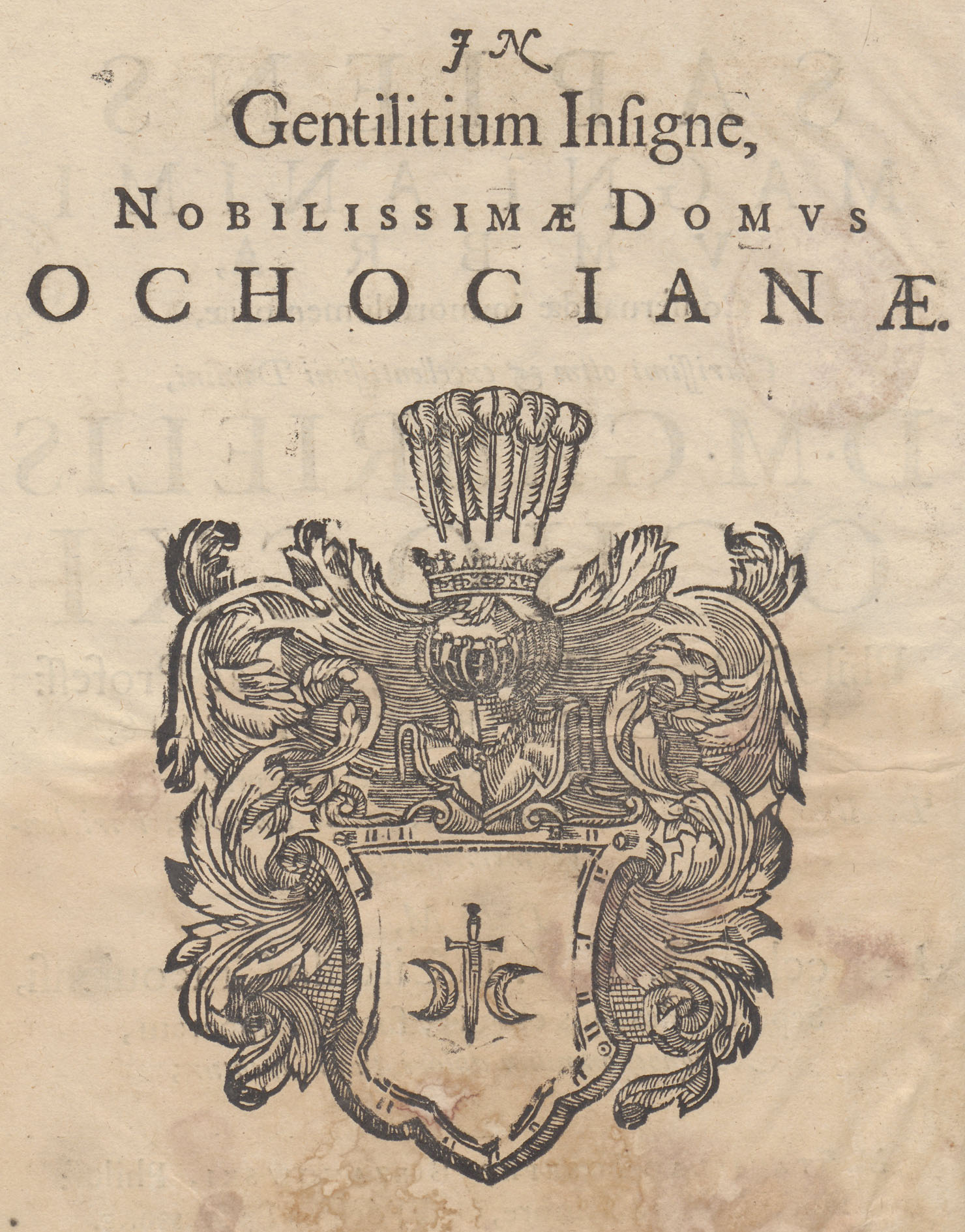
Herb Ostoja Ochockich opublikowany w 1673 roku w dziele „Sapiens magni animi umbra” Bieżanowskiego.

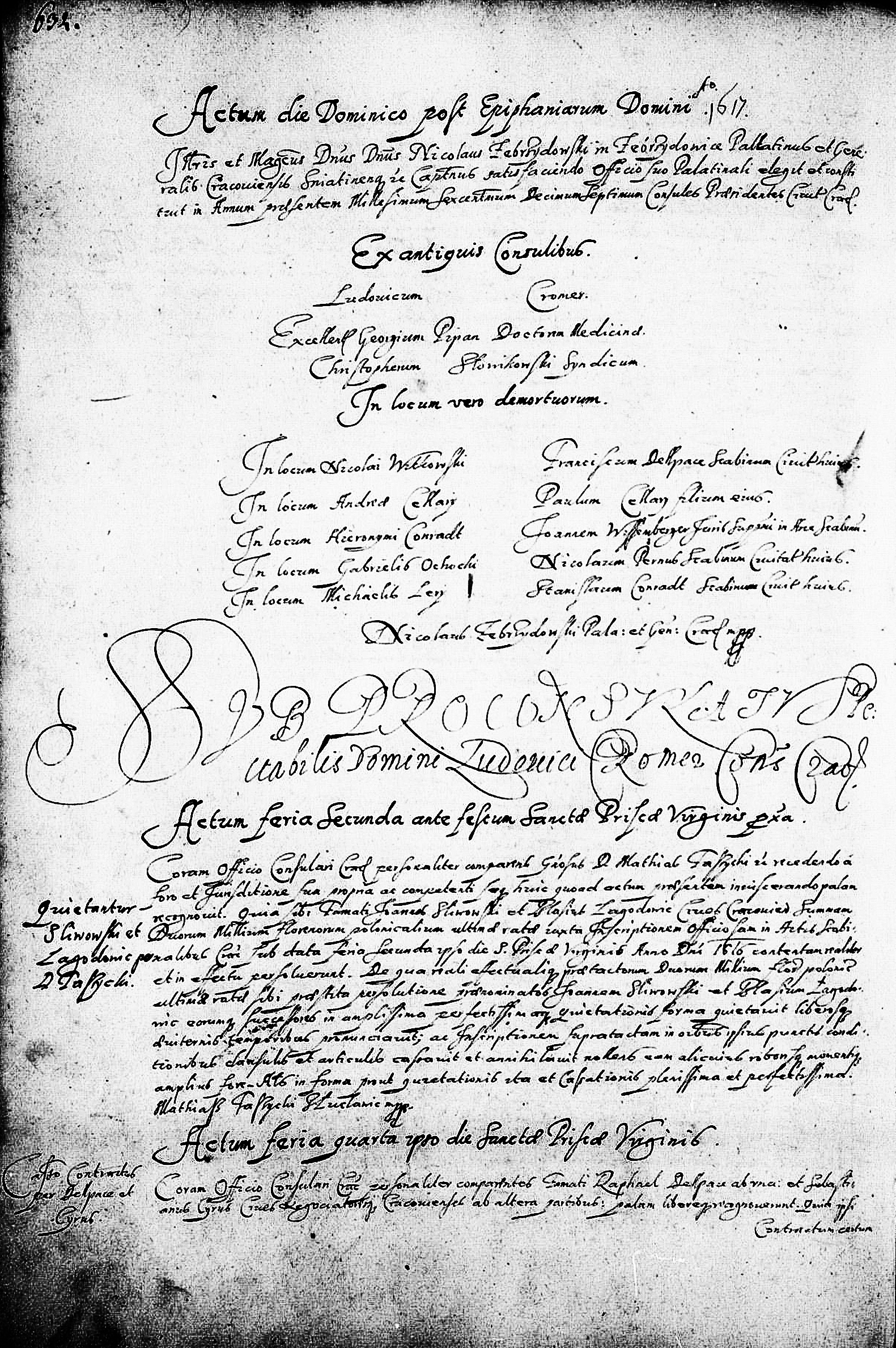
Strona 632 z krakowskiej księgi radzieckiej obejmującej lata 1612–1621 z wykazem rajców, wśród których wymieniono Gabriela Ochockiego.

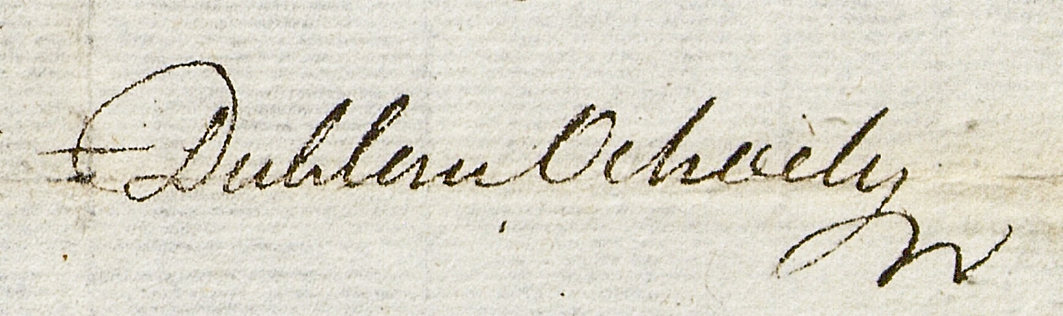
Autograf pamiętnikarza Jana Duklana Ochockiego z 1819 r.

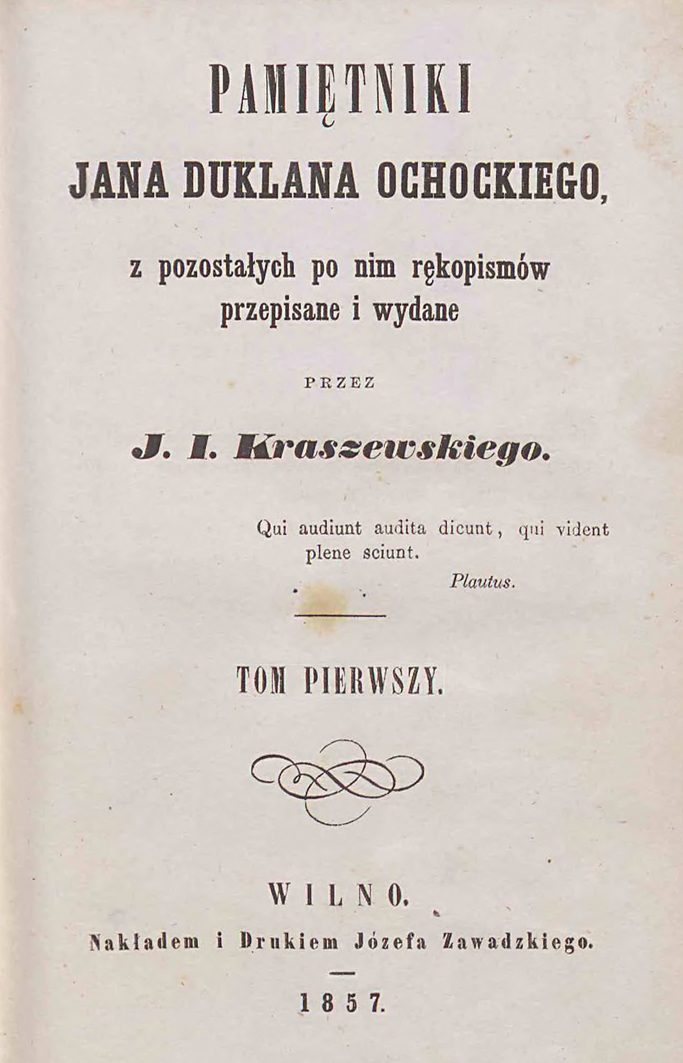
Strona tytułowa pierwszego tomu Pamiętników Jana Duklana Ochockiego wydanych w 1857 r. przez Józefa Ignacego Kraszewskiego.

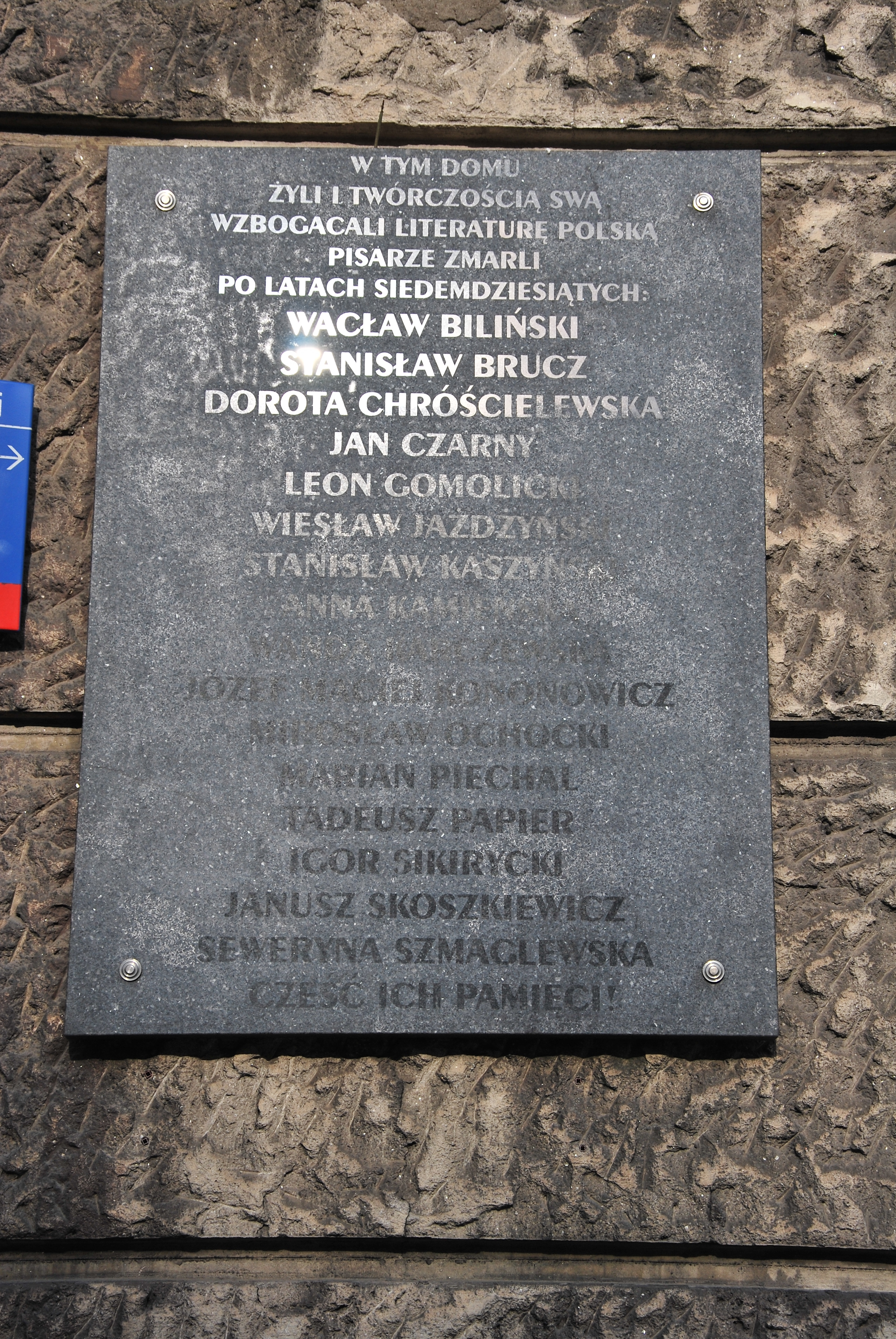
Tablica upamiętniająca Mirosława Ochockiego i innych literatów łódzkich (Dom Literatów w Łodzi, fot. z 2011 r.).

Ochoccy – polski ród szlachecki pieczętujący się herbem Ostoja, należący do heraldycznego rodu Ostojów (Mościców), wywodzący się z Ochocic koło Kamieńska w dawnym województwie sieradzkim. Ochockich wspomniał Kasper Niesiecki w Herbarzu Polskim.

## Najstarsze świadectwaźródłowedotyczące rodu
Poniżej wymienione są wybrane świadectwa źródłowe dotyczące Ochockich herbu Ostoja i Ochocic, ich wsi gniazdowej.
- Najstarsza wzmianka dotycząca Ochocic pochodzi z 1386 roku, z księgi ziemskiej sieradzkiej Inscriptiones obejmującej lata 1386–1402[8].

- W roku 1400 występuje w źródłach Mikołaj z Ochocic[9].

- W roku 1405 procesowali się o zadane sobie wzajemnie rany Dominik z Ochocic i Jakub, także z Ochocic[10]. Zapewne tenże Dominik z Ochocic procesował się w roku 1406 z Pawłem z Jackowa[11].

- Ochocice wymienione są w „Liber beneficiorum archidiecezji gnieźnieńskiej”, dziele spisanym w dwóch częściach z polecenia Jana Łaskiego, arcybiskupa gnieźnieńskiego, w latach 1511–1523. Według tego opisu dziesięcina z łanów kmiecych i folwarcznych w Ochocicach była przekazywana kościołowi w Kamieńsku a kmiecie z Ochocic płacili też po 2 gr z łanu dziesięciny konopnej[12].

- W krakowskiej księdze radzieckiej obejmującej lata 1612–1621 znajduje się wykaz rajców wybranych na rok 1617, wśród których wymieniono ławnika Mikołaja Pernusa, wybranego na miejsce po zmarłym rajcy Gabrielu Ochockim[13].

- W krakowskiej księdze miejskiej rachunkowej obejmującej rok 1648 znajduje się zestawienie wypłat dla członków rady urzędującej za sprawowanie urzędu burmistrza, z Gabrielem Ochockim wśród wynagradzanych[14].

## Majątki ziemskie oraz nieruchomości miejskie należące do rodu
Poniżej wymienione są ważniejsze dobra ziemskie i nieruchomości miejskie należące do Ochockich herbu Ostoja.
Ważniejsze majątki ziemskie: Ochocice, miasto Żabno, Konary (obecnie część miasta Żabno), Zelanka (Żelazówka), Nieczajna, Odporyszów, Sieradza, folwark Piaski, Strzelce, Sidaczówka, Ryżki (Ryszki).
Ważniejsze nieruchomości miejskie: kamienica przy Rynku 12A w Krakowie (zwana Kamienicą Fontanowską), kamienica przy ul. Floriańskiej 7 w Krakowie (zwana Kamienicą Pod Matką Boską), kamienica przy ul. Floriańskiej 16 w Krakowie (zwana Kamienicą Ochockich), kamienica przy ul. św. Jana 12 w Krakowie (zwana Kamienicą Krauzowską).

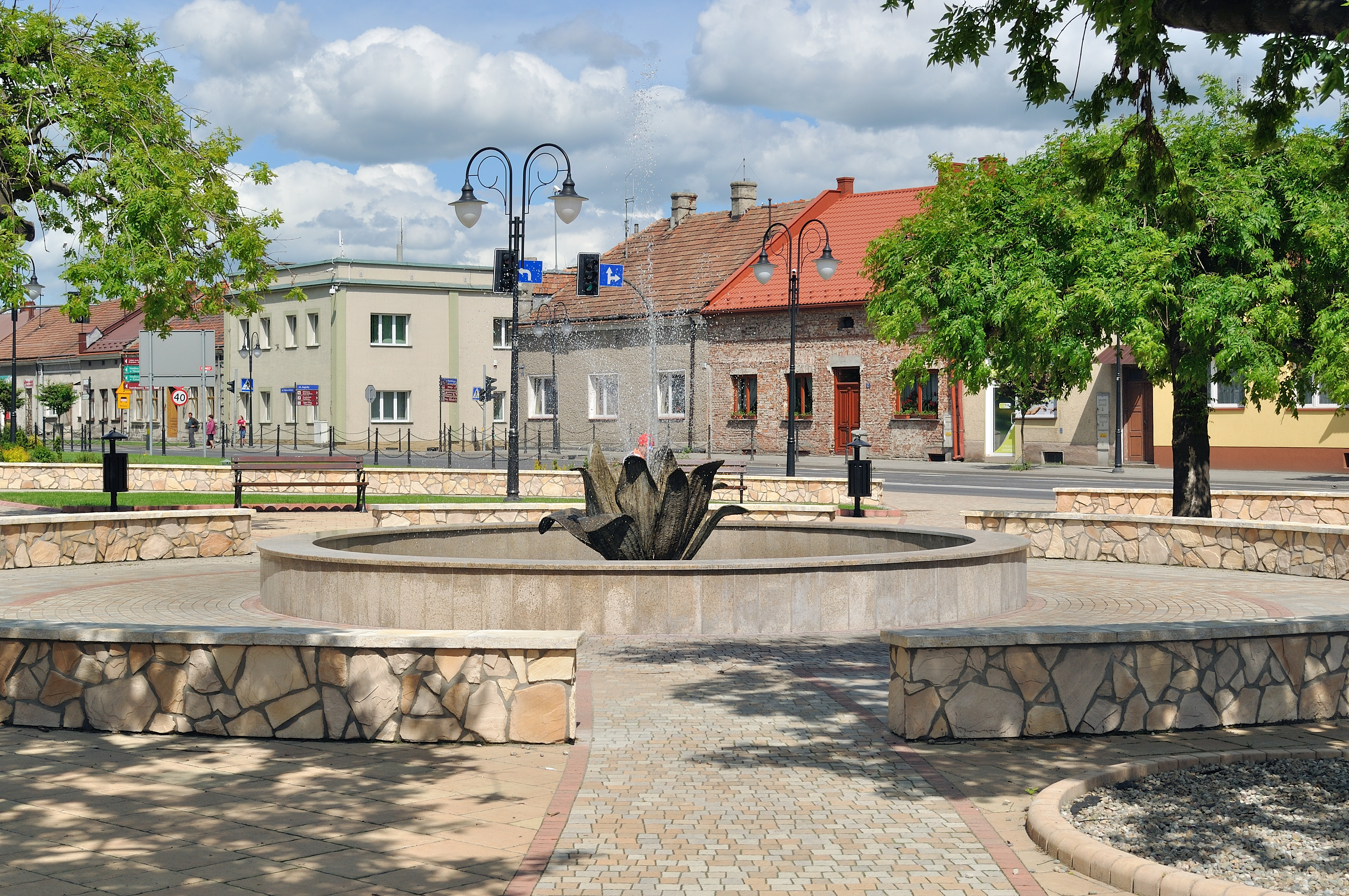
Centrum miasta Żabno, widok współczesny.
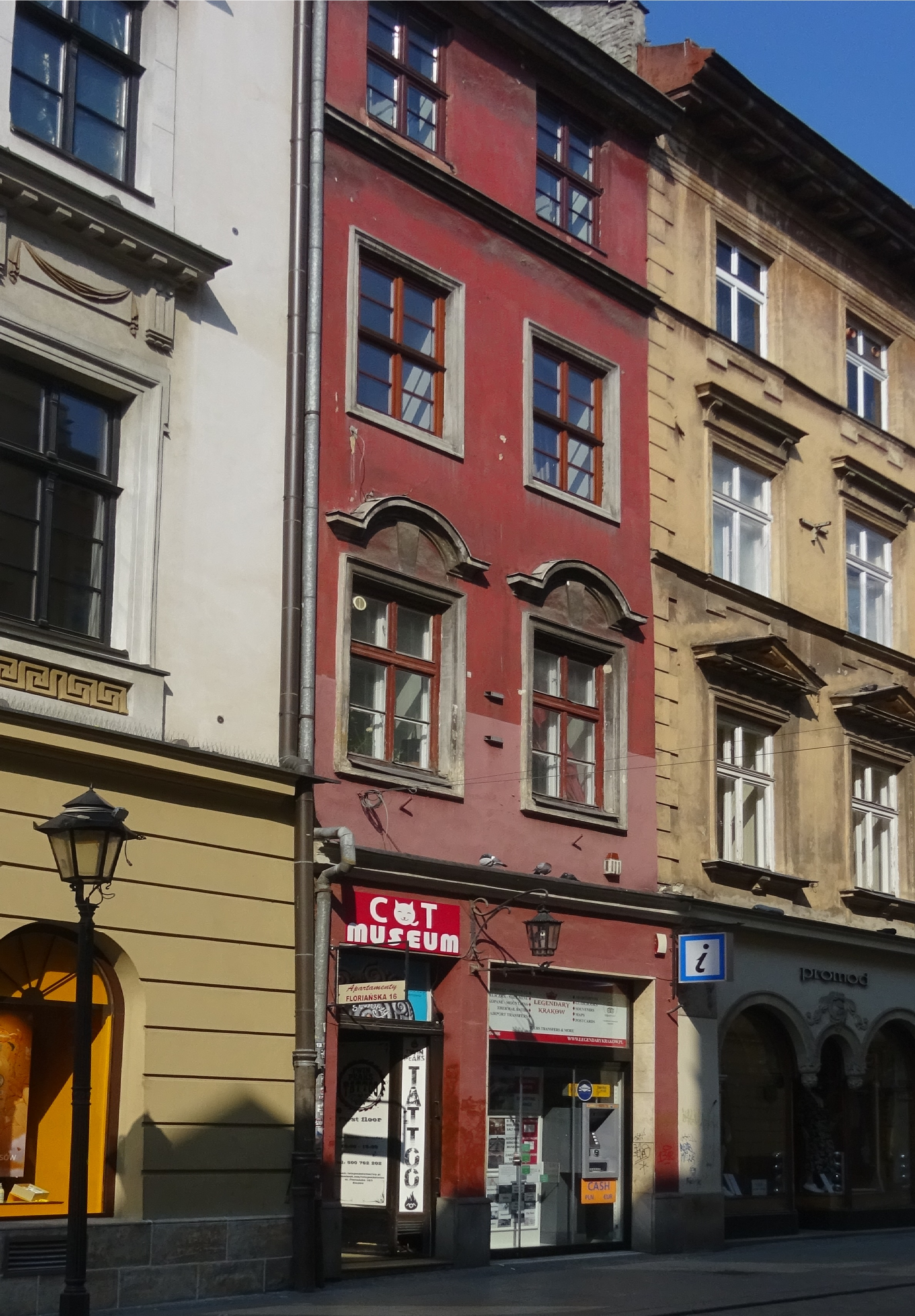
Kamienica Ochockich w Krakowie.
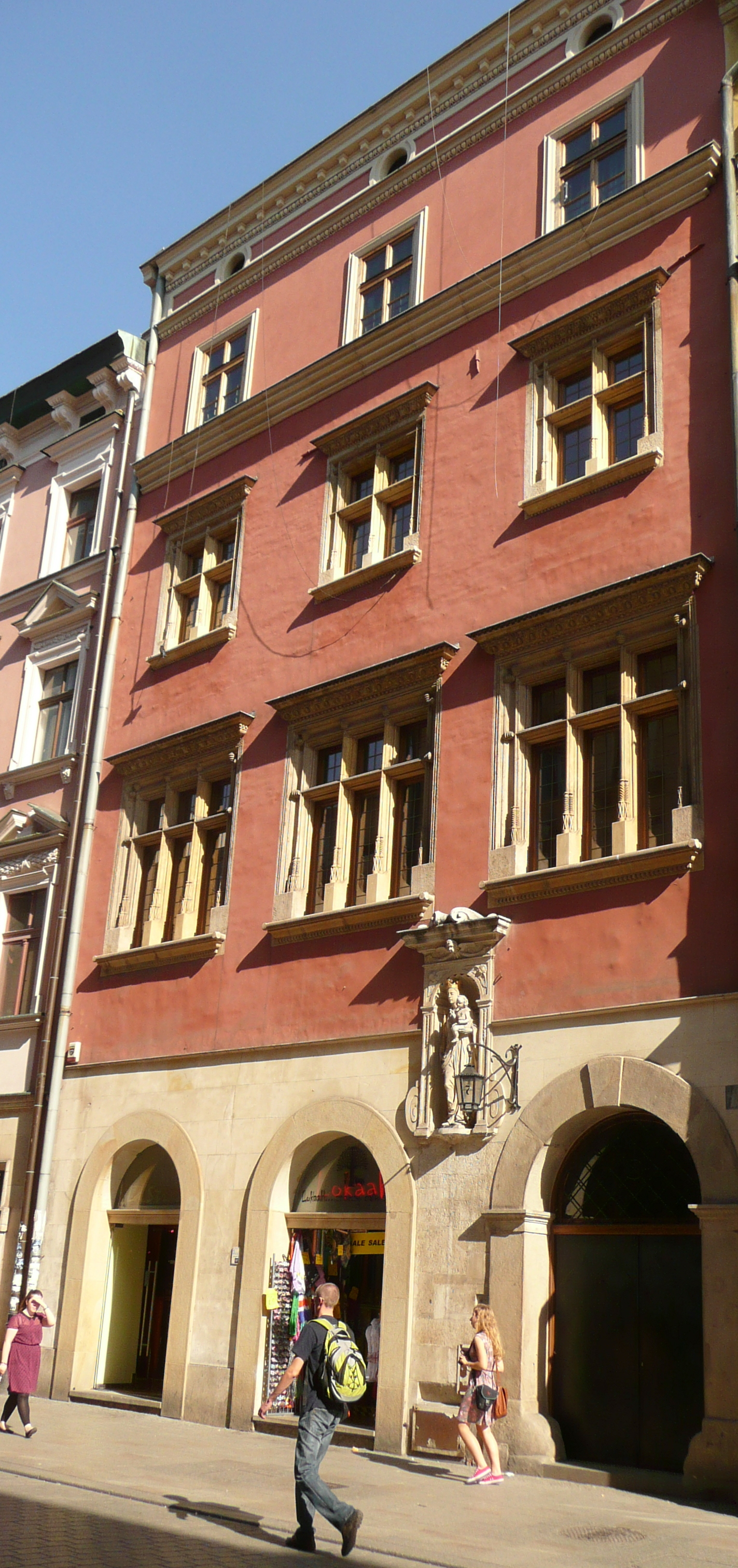
Kamienica Pod Matką Boską w Krakowie.
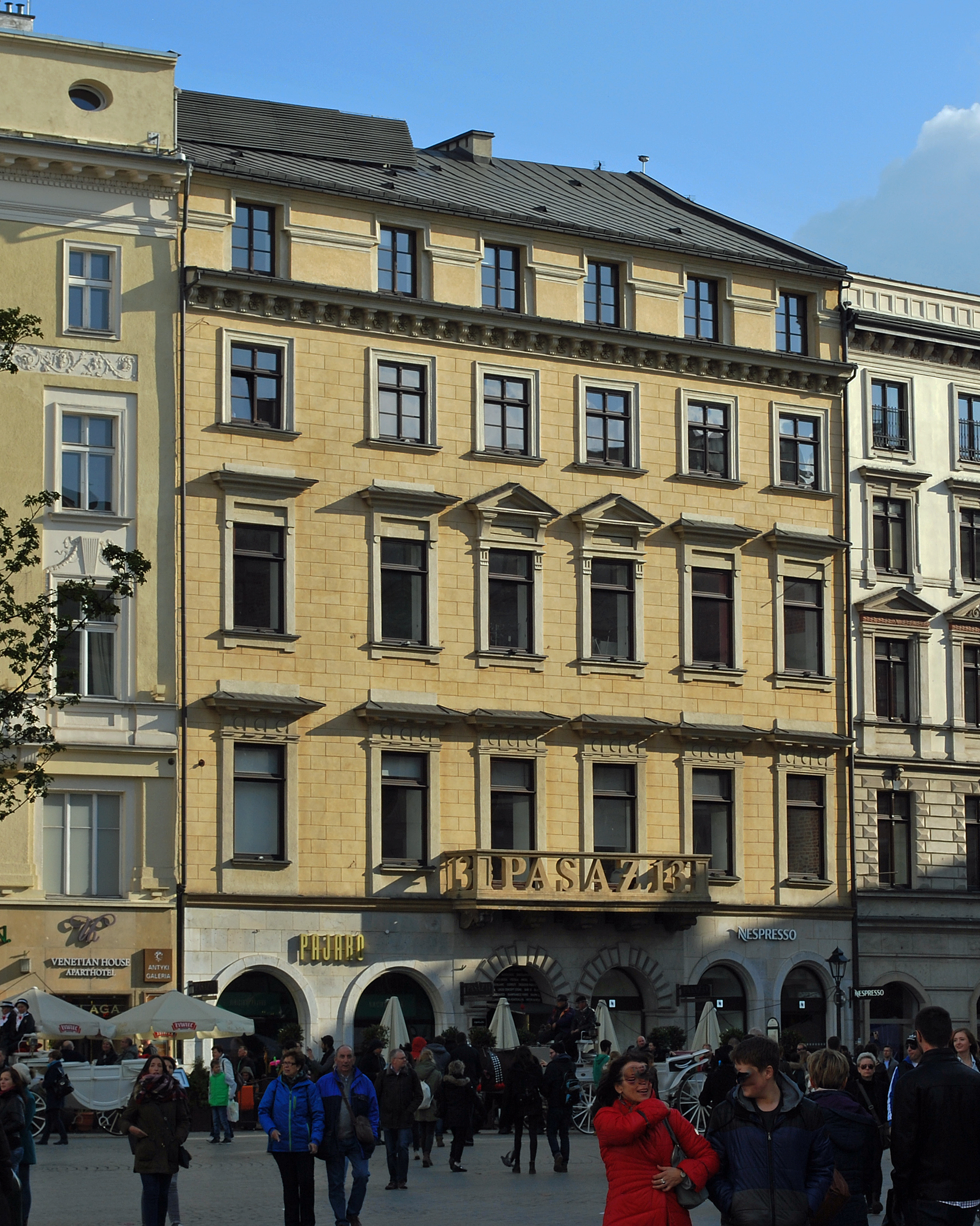
Kamienica Fontanowska w Krakowie.
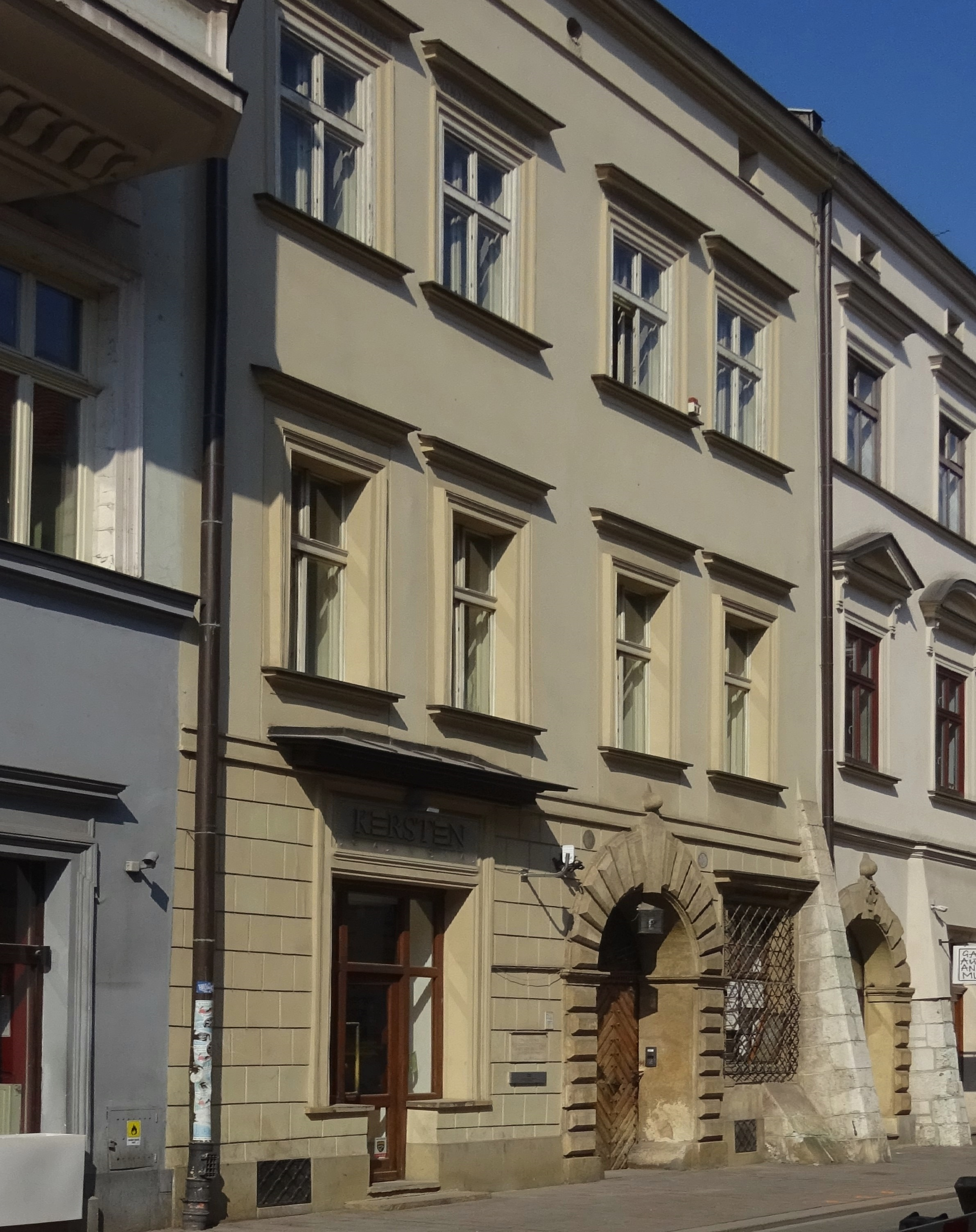
Kamienica Krauzowska w Krakowie.

## Przedstawiciele rodu
- Gabriel Ochocki (zm. 1616) – ławnik sądowy, rajca i burmistrz miasta Krakowa. Był właścicielem kamienicy przy Rynku (nr 12A)[13]. Ożenił się z Elżbietą, córką Jana Fontaniego[6].

- Sebastian Ochocki (zm. po 1640) – ławnik krakowski, pozostał w stanie mieszczańskim i trudnił się handlem. Był synem rajcy i burmistrza Krakowa Gabriela Ochockiego[6][13].

- Barbara Aleksandra Ochocka (zm. po 1640) – córka Gabriela Ochockiego, rajcy i burmistrza Krakowa. Była żoną Macieja Wojeńskiego, rajcy, doktora medycyny i rektora Akademii Krakowskiej[6].

- Gabriel Ochocki starszy (1601-1673) – profesor i rektor Akademii Krakowskiej, rajca i burmistrz krakowski, właściciel klucza żabieńskiego z miastem Żabno. Był synem Gabriela, ławnika sądowego, rajcy i burmistrza krakowskiego oraz Elżbiety z Fontanich. Ożenił się z Barbarą Brykner, córką Stanisława[6].

- Jan Ochocki (zm. po 1675) – członek Zakonu Braci Kaznodziejów. Wstąpił do klasztoru dominikanów w Krakowie, w dniu 13 IX 1661 roku[19]. Studiował w Akademii Krakowskiej. W latach 1674–1675 przebywał na studiach w Hiszpanii, następnie w Kolegium Sopra Minerva w Rzymie. Był synem Gabriela Ochockiego, rektora Akademii Krakowskiej, rajcy i burmistrza krakowskiego[6].

- Hieronim Ochocki (zm. 1676) – doktor obojga praw, kustosz pilicki, kanonik i oficjał wiślicki, kanonik kolegiaty Wszystkich Świętych w Krakowie, protonotariusz apostolski, asesor w kurii krakowskiej, proboszcz w Strożyskach, Sędziszowie i Słupi. Był synem rajcy i burmistrza Krakowa Gabriela Ochockiego[13].

- Piotr Ochocki (zm. po 1681) – ławnik miejski w Krakowie, stolnik grabowiecki. Był synem Gabriela, ławnika sądowego, rajcy i burmistrza krakowskiego[6].

- Gabriel Ochocki (zm. 1682) – lekarz, profesor medycyny w Akademii Krakowskiej, rajca i burmistrz krakowski, właściciel majątku ziemskiego Strzelce koło Brzeska. Ożenił się z Anną, córką doktora praw i rajcy krakowskiego Stanisława Spinka[20].

- Gabriel Ochocki (zm. po 1699) – bakałarz i magister filozofii Akademii Krakowskiej, w latach 1696–1698 wykładał na Wydziale Artium, następnie został przed rokiem 1699 altarystą mariackim. Był synem Gabriela i Anny ze Spinków[20].

- Kazimierz Jan Ochocki (zm. po 1704) – mieszczanin krakowski. Był synem Gabriela Ochockiego, rektora Akademii Krakowskiej, rajcy i burmistrza krakowskiego[6]. Jego małżonką była Katarzyna z Karmichelów, która miała zapis zastawny od Katarzyny z Sapiehów Lubomirskiej oraz jej synów na wsiach: Gorzyce, Wielopole, Borek, Pilica, Jadomierz, Dąbrówka i Bucze[21].

- Mikołaj Ochocki (zm. po 1704) – bakałarz i magister Akademii Krakowskiej, docent extraneus Wydziału Filozoficznego, rektor (senior) szkoły Św. Anny w Krakowie. W roku 1704 z prezenty krakowskiej Rady Miejskiej, jako kleryk, otrzymał altarię Bożego Ciała w kościele Mariackim. Był synem Gabriela i Anny ze Spinków[20].

- Jan Ochocki (zm. po 1705) – bakałarz i magister Akademii Krakowskiej, doktor praw, docent extraneus Wydziału Filozoficznego, rektor (senior) szkoły zamkowej na Wawelu[22]. Był synem doktora medycyny, rajcy i burmistrza Krakowa Gabriela Ochockiego i Anny ze Spinków[20]

- Franciszek Ochocki (zm. po 1786) – łowczy smoleński[23], pełnomocnik starosty Piotra Małachowskiego, dzierżawca wsi Pleszów[24].

- Stanisław Józef Ochocki (zm. 1793), cześnik mozyrski, deputat do trybunału lubelskiego z ziemi łukowskiej, marszałek dworu hetmana polnego litewskiego Józefa Sosnowskiego[25]. Był dziedzicem dóbr Sidaczówka koło Cudnowa[5], a także wsi Ryszki (Ryżki) w ziemi łukowskiej. Miał brata Józefata Ochockiego, opata bazylianów w Owruczu. Jego synem, zrodzonym z małżonki Eufrozyny Suszczewicz był znany pamiętnikarz Jan Duklan Ochocki[17].

- Józefat Ochocki (zm. 1806) – opat bazylianów w Owruczu, doktor teologii, rektor szkół bazyliańskich, pamiętnikarz.

- Jan Duklan Ochocki (1766/8-1848) – pamiętnikarz, szambelan króla Stanisław Augusta Poniatowskiego, chorąży, podsędek i sędzia żytomierski, palestrant żytomierski, dworzanin Józefa Stempkowskiego, wojewody kijowskiego. Był synem Stanisława Józefa Ochockiego, cześnika mozyrskiego i Eufrozyny z Suszczewiczów[17].

- Mirosław Ochocki (1927-1988) – pisarz, poeta, krytyk literacki, pracownik naukowy Uniwersytetu Łódzkiego oraz Państwowej Wyższej Szkoły Sztuk Plastycznych w Łodzi. Był członkiem redakcji łódzkich czasopism „Kronika” oraz „Osnowa”, pracował też w łódzkiej telewizji[26]. Mieszkał w Łodzi, w kamienicy przy ul. Kościuszki 98 (Dom Literatów w Łodzi), na której wisi tablica upamiętniająca znanych literatów (w tym jego) związanych z tym miejscem[27].